# 澳洲紅嘴鷗

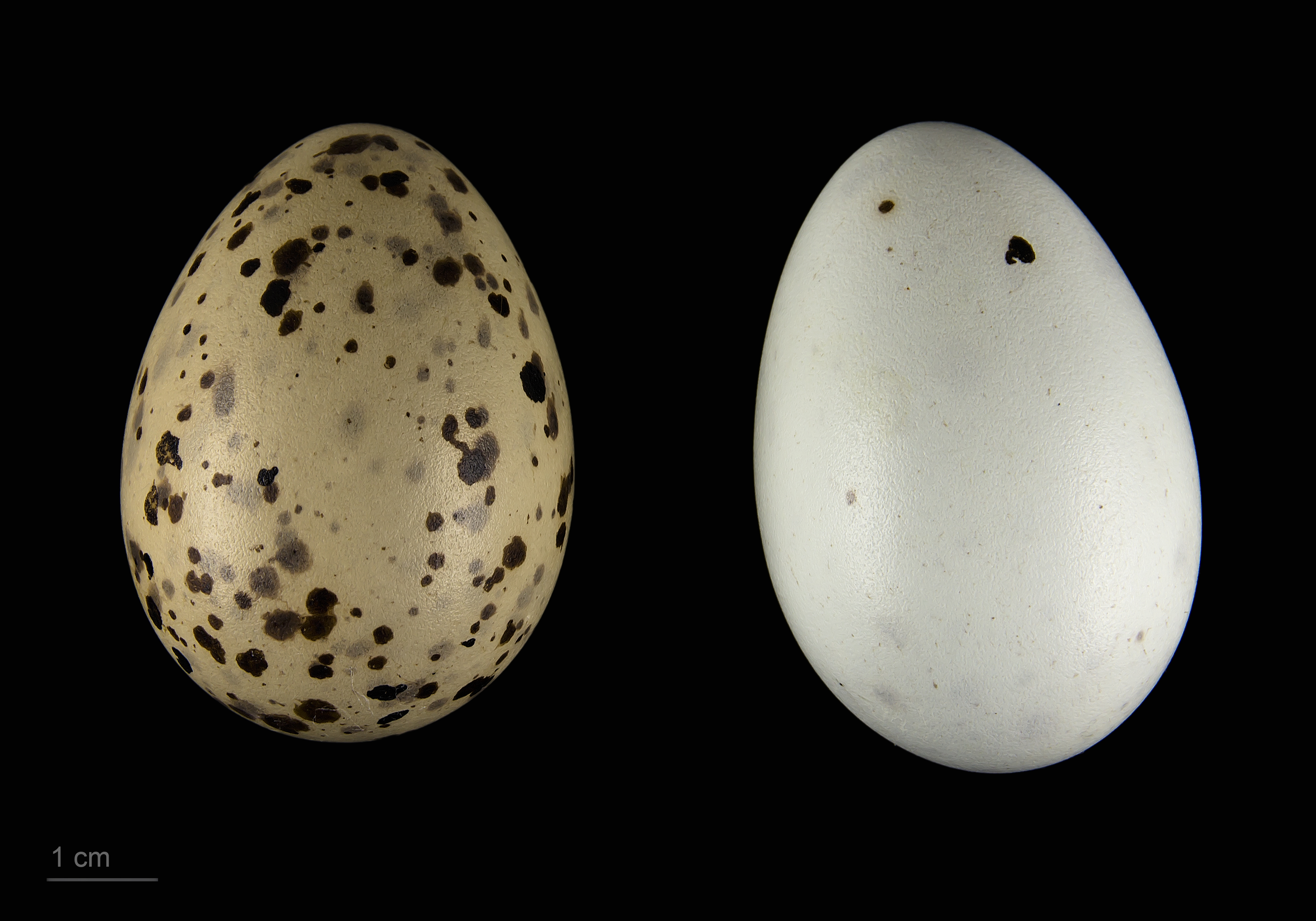
卵 Chroicocephalus novaehollandiae

澳洲紅嘴鷗 (學名：Chroicocephalus novaehollandiae) 是在澳洲最常見的海鷗，整個澳洲都曾發現它的蹤影，尤其是沿海區域。